# 菏泽市牡丹区博物馆
菏泽市牡丹区博物馆，坐落于中华人民共和国山东省菏泽市牡丹区南华南街32号，是一所未定级的国有博物馆，免费向公众开放。

## 历史
1991年，菏泽市博物馆在菏泽地区菏泽市（今菏泽市牡丹区）南华南街32号成立，编制12人。2001年1月，菏泽撤地改市，菏泽地区博物馆更名为菏泽市博物馆，原菏泽市博物馆则更名为菏泽市牡丹区博物馆。2001年4月，经菏泽市人民政府批准，牡丹区博物馆的人员财物全部上调并入菏泽市博物馆，牡丹区博物馆机构编制撤销，成立牡丹区文物保护管理所。
2024年12月19日，菏泽牡丹书画院揭牌成立。